# Тенеш (посёлок)
Тенеш — пристанционный  посёлок в Таштагольском районе Кемеровской области. Входит в состав Казского сельского поселения. По данным Всероссийской переписи населения 2010 года, в посёлке Тенеш проживает 43 человека (22 мужчины, 21 женщина).

## География
Центральная часть населённого пункта расположена на высоте 471 метров над уровнем моря.
Реки — Большой Каз, Тельбес.

## Население
| 2010 | 2011 | 2012 | 2013 | 2014 | 2015 |
| ---- | ---- | ---- | ---- | ---- | ---- |
| 43   | →43  | ↘40  | ↘37  | ↘35  | →35  |
| 2016 | 2017 | 2018 | 2019 | 2020 | 2021 |
| ↘31  | ↘30  | ↘29  | →29  | ↗30  | ↘0   |